# 4767 Sutoku
4767 Sutoku (1987 GC) là một tiểu hành tinh vành đai chính được phát hiện ngày 4 tháng 4 năm 1987 bởi T. Niijima và T. Urata ở Ojima.